# Nierzym
Nierzym – jezioro o powierzchni 18,5 ha położone na zachód od wsi Zdroisko w województwie lubuskim, w powiecie gorzowskim, w gminie Kłodawa. Nad jeziorem jest kąpielisko oraz ośrodek wypoczynkowy.
Jezioro połączone jest z Gorzowem Wielkopolskim linią MZK nr linii 201 na trasie: Londyńska - Jezioro Nierzym (tylko w okresie od czerwca do września).